# 岡山県道267号藤田妹尾線
岡山県道267号藤田妹尾線（おかやまけんどう267ごう ふじたせのおせん）は、岡山県岡山市南区を通る一般県道である。

## 概要

### 路線データ
- 起点：岡山県岡山市南区藤田
- 終点：岡山県岡山市南区妹尾（岡山県道152号倉敷妹尾線交点）
- 総延長：6.15 km
- 実延長：6.13 km

## 歴史
- 1960年（昭和35年）3月18日 - 岡山県告示第335号により認定される。
- 1971年（昭和46年）3月8日 - 都窪郡妹尾町が岡山市に編入されたことに伴い終点の地名表記が変更される。
- 1972年（昭和47年） - 岡山県の県道番号再編（固定番号制導入）により現行の路線番号・路線名称に変更される。
- 1975年（昭和50年）5月1日 - 児島郡藤田村が岡山市に編入されたことに伴い起点の地名表記が変更される。

## 地理

### 通過する自治体
- 岡山市（南区）

### 交差する道路
| 交差する道路            | 交差する場所 | 交差する場所     |
| ----------------------- | ------------ | ---------------- |
| 国道30号                | 藤田         | 興陽高校前交差点 |
| 岡山県道152号倉敷妹尾線 | 妹尾         | 終点             |

### 交差する鉄道
- 宇野線

### 沿線
- 妹尾川
- 岡山市立第三藤田小学校
- 岡山県立興陽高等学校
- 岡山市南区役所 藤田地域センター
- JR西日本宇野線 妹尾駅（終点付近）